# Miruts Yifter
Miruts Yifter (Muruse Yefter, pravděpodobně 15. května 1944 Adigrat, Etiopie – 22. prosince 2016 Toronto, Kanada) byl etiopský běžec na dlouhých tratích, dvojnásobný olympijský vítěz.
K jeho největším sportovním úspěchům patří vítězství na olympijských hrách v Moskvě v roce 1980 v bězích na 5000 i 10 000 metrů. Na desetikilometrové trati získal již dříve na mnichovské olympiádě v roce 1972 bronzovou medaili.
Zvítězil jednou na Afrických hrách, získal dvě zlaté medaile na Mistrovství Afriky, je čtyřnásobným vítězem atletického Světového poháru (předchůdce současného Kontinentálního poháru), byl třikrát členem etiopského mužského týmu, který na mistrovstvích světa v přespolním běhu získal v kategorii družstev zlaté medaile.
Působil v hodnosti kapitána jako příslušník vzdušných ozbrojených sil etiopské armády.
Jeho trenérem byl česky mluvící Nigussie Roba a také hlavní poradce etiopských běžců na přelomu sedmdesátých a osmdesátých let, bývalý americký běžec Mal Whitfield, majitel tří zlatých olympijských medailí z let 1948 a 1952.
Yifter byl v době své největší slávy snadno zapamatovatelnou postavou světové atletiky – od zbytku startovního pole se lišil nápadně malým vzrůstem a jeho vzezření (vrásčitá pleť, málo vlasů) mu dodávaly vizáž starce, což vše umocňoval i nejasný rok jeho narození.

## Atletická kariéra
Běhům se věnoval už od roku 1961, a když si ho v Etiopii všiml později slavný trenér Nigussie Roba, byl běžcem schopným bez odborného tréninku zaběhnout 5 kilometrů pod 16 minut.
I když už v roce 1970 startoval (bez úspěchu) v běhu na 500 0m v utkání USA-Afrika v americkém Durhamu, byl na začátku olympijské sezóny 1972 mezinárodně ještě zcela neznámým běžcem. Navzdory tomu však získal na svých prvních olympijských hrách v roce 1972 v Mnichově bronzovou medaili v běhu na 10 000 metrů. Ve finálovém běhu navíc výkonem 27:40,96 vytvořil nový africký rekord a vylepšil tak kontinentální rekord, který krátce předtím – v rozběhu – zaběhl časem 27:54,8 tuniský běžec Mohammed Gammoudi. Yifterův mnichovský čas byl čtvrtým nejlepším časem všech dob na této trati – rychleji dokázali v té době běžet jen Lasse Virén v roce 1972, Ron Clarke v roce 1965 a Belgičan Emiel Puttemans, rovněž v roce 1972.
V lednu 1973 potom vybojoval na druhých Afrických hrách, pořádaných v nigerijském Lagosu zlatou medaili v běhu na 10 000 metrů (29:04,6), ke které připojil stříbro na 5000 metrů (14:07,57).
V roce 1976 mu bojkot afrických zemí znemožnil navázat na jeho předchozí olympijský úspěch také na olympijských hrách 1976 v Montrealu.
Velmi úspěšnou sezónu však předvedl v roce 1977, kdy triumfoval v dresu afrického kontinentálního týmu dvěma vítězstvími v premiérovém ročníku Světového poháru v západoněmeckém Düsseldorfu – na 10 000 metrů (28:13,82) a v novém africkém rekordu 13:13,82 i v běhu na 5000 metrů.
V roce 1978 svět s napětím očekával, jak dopadne souboj Yiftera s novou světovou běžeckou jedničkou, kterou se na jaře tohoto roku stal keňský vytrvalec Henry Rono. Ten vytvořil během krátkého jarního období tři světové rekordy v olympijských disciplínách (5000 m, 10 000 m a 3000 m překážek) a k nim připojil i světový rekord v běhu na 3000 metrů. Místem souboje obou běžců se mělo stát hlavní město Alžírska, kde se v roce 1978 pořádaly další Africké hry. Miruts Yifter byl však v Alžíru natolik indisponován těžkým hnisavým zánětem spojivek, že se vítěznému Ronovi nebyl schopen postavit jako rovnocenný soupeř.
Po zklamání v roce 1978 přišla pro Yiftera další úspěšná sezóna, 1979. Na druhém ročníku Světového poháru v Montrealu znovu dokázal zvítězit na obou tratích (5000 metrů za 13:35,9 a 10 000 metrů v čase 27:53,07). Na Spartakiádě národů Sovětského svazu (SNSS), která byla v roce 1979 zahraničním sportovcům otevřenými předolympijskými hrami, se Yifter dokonale obeznámil s budoucím olympijským stadionem v moskevských Lužnikách a zvítězil jak v běhu na 5000 metrů, tak i na dvojnásobné trati, na které se časem 27:44,22 dosti výrazně přiblížil ke svému osobnímu rekordu z mnichovské olympiády.
V roce 1980 pak triumfoval na moskevských olympijských hrách. V dramatickém běhu na 10 000 metrů, předvedl svou typickou taktiku, kterou soupeři důvěrně znali, proti které však byli pokaždé bezbranní: drtivý závěr v posledních dvou stech metrech. Yifter porazil obhájce zlata z olympiád 1972 a 1976 Lasseho Viréna (který doběhl až pátý) a zvítězil ve svém druhém nejlepším čase 27:42,69. Druhou zlatou medaili potom vybojoval v běhu na 5000 metrů.
Yifter nechtěl s atletikou skončil ani po olympijských hrách 1980. Začal běhat přespolní běhy a třikrát (1981, 1982 a 1983) reprezentoval Etiopii na mistrovstvích světa v krosu. Nedocílil na nich již žádných předních individuálních umístění (15. místo v roce 1981 – tehdy se ovšem část etiopských běžců omylem zastavila na konci předposledního kola – v domnění, že jde už o konec závodu – a ztrátu poté již nedohnala, 16. místo v roce 1982 a 67. místo v roce 1983, poslední z etiopského družstva v cíli), přesto se však díky síle etiopských týmů dokázal stát při všech těchto startech mistrem světa v závodě družstev.
Yifter počátkem osmdesátých let prohlásil, že by chtěl startovat i na olympijských hrách 1984, kde chtěl běžet 10 000 metrů a maraton. Ale atletické stárnutí nešlo zastavit a 37letého Yiftera v roli etiopské běžecké jedničky nahradil už v roce 1981 medailista z moskevských her Mohamed Kedir. Yifter závodil i na dráze ještě v letech 1981 a 1982, ale už se nepokoušel o start na premiérovém mistrovství světa v atletice, pořádaném v roce 1983 v Helsinkách, natož potom o olympijské hry 1984, kterých by se navíc – vzhledem k připojení se Etiopie k sovětskému bojkotu – ani zúčastnit nemohl.

## Osobní rekordy Mirutse Yiftera na otevřené dráze
- 5000m 13:13,82 (Düsseldorf 4.9.1977)
- 10 000 m 27:40,96 (Mnichov 3.9.1972)

## Osobní rekordy Mirutse Yiftera v hale
- 2 míle 8:28,8 (New York 25.1.1974)
- 3 míle 13:07,6 (New York 28.2.1975)

- 5000 m 13:34,2 (Louisville 9.2.1974) --- Tento výkon byl v roce 1974 krátce světovým halovým rekordem, respektive tehdy ještě nejlepším světovým halovým výkonem. Miruts Yifter žádný jiný světový rekord na dráze nikdy nevytvořil.

## Osobní rekordy Mirutse Yiftera na silnici
- půlmaraton 62:56,3 (Coamo 6.2.1977) --- Výkon byl dosažen na tradičním půlmaratonu na Portoriku, v dobách, kdy se půlmaratonová trať ještě standardně neběhávala. Yifterův čas z roku 1977 je nejrychlejším časem v půlmaratonu, jaký byl do té doby na světě zaznamenán. Výkon (podle způsobu zaokrouhlování času) bývá někdy uváděn také jako 62:56 nebo 62.57. Yifter vyhrál půlmaraton na Portoriku celkem třikrát, včetně olympijského roku 1980.

## Nejlepší výkony Mirutse Yiftera

### 5000 m muži (výkony pod 13:20,00)
- 13:13,82 (1) Düsseldorf 4.9.1977 (Světový pohár)
- 13:16,38 (1) Bratislava 7.6.1980 (mitink PTS – Pravda-Televízia-Slovnaft)
- 13:18,12 (3) Curych 24.8.1977 (mítink Weltklasse)

### 10 000 m muži (výkony pod 28:00,00)
- 27:40,96 (3) Mnichov 3.9.1972 (olympijské hry)
- 27:42,69 (1) Moskva 27.7.1980 (olympijské hry)
- 27:44,22 (1) Moskva 21.7.1979 (Spartakiáda národů Sovětského svazu)
- 27:50,39 (1) Viareggio 3.8.1977
- 27:53,07 (1) Montreal 24.8.1979 (Světový pohár)

## Miruts Yifter v atletických tabulkách své doby

### světové tabulky v běhu na 10 000 m mužů v roce 1972
1. 27:38,4 Lasse Virén (Finsko), 1949, 1, Mnichov 3.9.1972
2. 27:39,6 Emiel Puttemans (Belgie), 1947, 2, Mnichov 3.9.1972
3. 27:41,0 Miruts Yifter (Etiopie), 1944, 3, Mnichov 3.9.1972
4. 27:48,2 Mariano Haro (Španělsko), 1940, 4, Mnichov 3.9.1972
5. 27:51,4 Frank Shorter (USA), 1947, 5 Mnichov 3.9.1972
6. 27:52,4 Dave Bedford (Velká Británie), 1949, 1, Londýn 15.7.1972
7. 27:54,8 Mohamed Gammoudi (Tunisko), 1938, 1 rozběh, 31.8.1972
8. 28:03,8 Gaston Roelants (Belgie), 1937, 1, Brusel
9. 28:05,2 Rašid Šarafetdinov (SSSR), 1943, 1, Moskva 18.7.1972
10. 28:07,8 Pavel Andrejev (SSSR), 1944, 2, Augsburg 23.6.1972

### dlouhodobé světové tabulky v běhu na 10 000 m mužů k 31.12.1972
1. 27:38,4 Lasse Virén (Finsko), 1949, 1, Mnichov 3.9.1972
2. 27:39,4 Ronald Clarke (Austrálie), 1937, 1, Oslo 14.7.1965
3. 27:39,6 Emiel Puttemans (Belgie), 1947, 2, Mnichov 3.9.1972
4. 27:41,0 Miruts Yifter (Etiopie), 1944, 3, Mnichov 3.9.1972
5. 27:47,0 Dave Bedford (Velká Británie), 1949, 1, Portsmouth 10.7.1971
6. 27:48,2 Mariano Haro (Španělsko), 1940, 4, Mnichov 3.9.1972
7. 27:51,4 Frank Shorter (USA), 1947, 5, Mnichov 3.9.1972
8. 27:52,8 Juha Väätäinen (Finsko), 1, Helsinky 10.8.1971
9. 27:53,4 Jürgen Haase (NDR), 1945, 2, Helsinky 10.8.1971
10. 27:54,8 Mohamed Gammoudi (Tunisko), 1938, 1 rozběh, Mnichov 31.8.1972

### světové tabulky v běhu na 5000 m mužů v roce 1980
1. 13:16,38 Miruts Yifter (Etiopie), 1944, 1, Bratislava 7.6.1980
2. 13:17,5 Mohamed Kedir (Etiopie), 1953, 2, Bratislava 7.6.1980
3. 13:17,9 Nat Muir (Velká Británie), 1958, 1, Oslo 15.7.1980
4. 13:18,2 Filbert Bayi (Tanzanie), 1953, 2, Oslo 15.7.1980
5. 13:18,6 Suleiman Nyambui (Tanzanie), 1953, 3, Oslo 15.7.1980
6. 13:18,6 Bill McChesney (USA), 1959, 4, Oslo 15.7.1980
7. 13:19,1 Craig Virgin (USA), 1955, 5, Oslo 15.7.1980
8. 13:19.24 Kiprotich Rono (Keňa), 1958, 1, Stuttgart 12.7.1980
9. 13:19.76 Thomas Wessinghage (SRN), 1952, 1, Stockholm 8.7.1980
10. 13:19,8 Henry Rono (Keňa), 1952, 6, Oslo 15.7.1980

### dlouhodobé světové tabulky v běhu na 5000 m mužů k 31.12.1980
1. 13:08,4 Henry Rono (Keňa), 1952, 1, Berkeley 8.4.1978
2. 13:12.29 Suleiman Nyambui (Tanzanie), 1953, 1, Stockholm 18.6.1979
3. 13:12,86 Dick Quax (Nový Zéland), 1948, 1, Stockholm 5.7.1977
4. 13:13,0 Emiel Puttemans (Belgie), 1947, 1, Brusel 20.9.1972
5. 13:13,32 Markus Ryffel (Švýcarsko), 1955, 2, Stockholm 18.6.1979
6. 13:13,69 Klaus-Peter Hildebrand (SRN), 1952, 2, Stockholm 5.7.1976
7. 13:13,82 Miruts Yifter (Etiopie), 1944, 1, Düsseldorf 4.9.1977
8. 13:13,88 Karl Fleschen (FRG), 1955, 2, Stockholm 5.7.1977
9. 13:14,4 Benjamin Jipcho (Keňa), 1943, 1, Christchurch 29.1.1974
10. 13:14,54 Peter Weigt (SRN), 1948, 3, Stockholm 5.7.1977

### světové tabulky v běhu na 10 000 m mužů v roce 1980
1. 27:29,16 Craig Virgin (USA), 1955, 1, Paříž 17.7.1980
2. 27:31,68 Henry Rono (Keňa), 1952, 1, Melbourne 6.2.1980
3. 27:37,88 Fernando Mamede (Portugalsko), 1951, 2, Paříž 17.7.1980
4. 27:42,69 Miruts Yifter (Etiopie), 1944, 1, Moskva 27.7.1980
5. 27:43,44 Toshihiko Seko (Japonsko), 1956, 1, Stockholm 7.7.1980
6. 27:44,28 Kaarlo Maaninka (Finsko), 1953, 2, Moskva 27.7.1980
7. 27:44,58 Aleksandr Antipov (SSSR), 1955, 2, Stockholm 7.7.1980
8. 27:44,64 Mohamed Kedir (Etiopie), 1953, 3, Moskva 27.7.1980
9. 27:46,47 Tolossa Kotu (Etiopie), 1952, 4, Moskva 27.7.1980
10. 27:46,71 Bill Scott (Austrálie), 1952, 2, Melbourne 6.2.1980

### dlouhodobé světové tabulky v běhu na 10 000 m mužů k 31.12.1980
1. 27:22,5 Henry Rono (Keňa), 1952, 1, Vídeň 11.6.1978
2. 27:29,16 Craig Virgin (USA), 1955, 1, Paříž 17.7.1980
3. 27:30,3 Brendan Foster (Velká Británie), 1948, 1, Londýn 23.6.1978
4. 27:30,47 Samson Kimobwa (Keňa), 1955, 1, Helsinky 30.6.1977
5. 27:30,80 Dave Bedford (Velká Británie), 1949, 1, Londýn 13.7.1973
6. 27:30,99 Martti Vainio (Finsko), 1950, 1, Praha 29.8.1978
7. 27:31,48 Venanzio Ortis (Itálie), 1955, 2, Praha 29.8.1978
8. 27:31,50 Aleksandr Antipov (SSSR), 1955, 3, Praha 29.8.1978
9. 27:36,27 David Black (Velká Británie), 1952, 5, Praha 29.8.1978
10. 27:36,64 Gerard Tebroke (Nizozemsko), 1949, 6, Praha 29.8.1978
11. 27:36,8 Karl Fleschen (SRN), 1955, 1, Troisdorf, 28.4.1979
12. 27:37,88 Fernando Mamede (Portugalsko), 1951, 2, Paříž 17.7.1980
13. 27:38,35 Lasse Virén (Finsko), 1949, 1, Mnichov 3.9.1972
14. 27:39,58 Emiel Puttemans (Belgie), 1947, 2, Mnichov 3.9.1972
15. 27:39,76 Mike McLeod (Velká Británie), 1952, 1, Brusel 4.9.1979
16. 27:39,89 Ronald Clarke (Austrálie), 1937, 1, Oslo 14.7.1965
17. 27:40,06 Ilie Floroiu (Rumunsko), 1952, 7, Praha 29.8.1978
18. 27:40,61 Enn Sellik (SSSR), 1954, 8, Praha 29.8.1978
19. 27:40,96 Miruts Yifter (Etiopie), 1944, 3, Mnichov 3.9.1972

## Miruts Yifter v ročních žebříčcích (world rankings) časopisu Track & Field News

### celkové pořadí (muži)
- 1977 --- 6. místo
- 1980 --- 6. místo

### 5000 m
- 1975 --- 8. místo
- 1976 x
- 1977 --- 3. místo
- 1978 x
- 1979 --- 1. místo
- 1980 --- 1. místo

### 10 000 m
- 1972 --- 3. místo
- 1973 --- 3. místo
- 1974 x
- 1975 --- 6. místo
- 1976 x
- 1977 --- 3. místo
- 1978 x
- 1979 --- 1. místo
- 1980 --- 1. místo

## Miruts Yifter a Československo
Trenérem Mirutse Yiftera byl Nigussie Roba, absolvent pražské Fakulty tělesné výchovy a sportu, na které studoval v letech 1960-1967. Česky mluvící trenér přivezl do Československa skupinu etiopských vytrvalců v červnu 1980, k posledním startům před olympijskými hrami v Moskvě. Yifter tehdy zvítězil v běhu na 5000 metrů na mítinku Zlatá tretra v Ostravě a na stejné trati i na mítinku PTS v Bratislavě. Jeho bratislavský čas (13:16,38) byl – a do konce sezóny i zůstal – nejrychlejším světovým časem roku 1980 na trati 5000 metrů.